# ألفرد إيه يو
ألفرد إيه يو (بالألمانية: Alfred Au)‏ هو لاعب كرة قدم ألماني، ولد في 14 ديسمبر 1898 في مانهايم في ألمانيا، وتوفي في 27 أكتوبر 1986. شارك مع منتخب ألمانيا لكرة القدم. أما مع النوادي، فقد لعب مع نادي مانهايم ‏.

## وصلات خارجية
- ألفرد إيه يو على موقع قاعدة بيانات كرة القدم.إي يو (الإنجليزية)
- ألفرد إيه يو على موقع ناشيونال فوتبول تيمز (الإنجليزية)
- ألفرد إيه يو على موقع عالم كرة القدم.نت (الإنجليزية)